# Мика
Мајкл Холбрук Пенимен Млађи (енгл. Michael Holbrook Penniman Jr.; Бејрут, 18. август 1983), познатији као Мика (енгл. Mika; стилизовано MIKA), либански је певач и музичар.

## Биографија
Мика је рођен као треће од петоро деце. Родитељи су му Американци. Мајка му је либанског порекла, рођена у Њујорку а отац Американац рођен у Јерусалиму док је Микин деда тамо радио као дипломата. 
Кад је Мика имао годину дана породица је била принуђена да се због рата одсели из Либана у Париз. Своју прву песму написао је кад му је било седам година, а звала се "Љут", описује је као "ужасну". Кад је имао девет година сели се са породицом у Лондон. У Лондону је похађао француску гимназију Шарл де Гол, у којој је имао проблема са вршњачким насиљем, али и појединим наставницима. Посебно је имао проблема при учењу због дислексије,па једно време није ишао у школу, већ га је мајка подучавала код куће. У то време почео је и да учи соло певање код Але Аблабердјеве, руске оперске певачице и строге професорке певања. Касније уписује Вестминстерску школу, и Краљевски музички колеџ где ће касније снимити и свој први албум.

## Музичка каријера
Мика је радио музику за Бритиш ервејз и рекламе за жвакаће гуме Орбит. Пошто је снимио свој први ЕП, Dodgy Holiday, проглашен је највећим музичким изненађењем за 2007. годину на годишњим листама музичких критичара, Sound of... 2007. Његов дебитантски сингл издат 2006. године зове се Полако, опусти се (енгл. Relax, Take It Easy), а највећи успех постигао је хитом Грејс Кели (енгл. Grace Kelly) из 2007. године са првог албума Живот као цртани филм (енгл. Life in Cartoon Motion). Популаран и запажен је и његов сингл Љубав данас (енгл. Love Today) такође из 2007. године. Његове песме препознатљиве су по карактеристичном фалсету. Први албум продат је у више од 6 милиона примерака широм света.

## Дискографија

### Студијски албуми
- Life in Cartoon Motion (2007)
- The Boy Who Knew Too Much  (2009)
- The Origin of Love (2012)
- No Place in Heaven (2015)

### Компилације
- Songbook Vol.1 (2013)

### Филмографија
- Live in Cartoon Motion (2007)
- Live Parc des Princes Paris (2008)
- Zoolander 2 (2016)